# Terra Extra
Terra Extra (Untertitel: SF-Bestseller in Neuauflage) war eine deutsche Science-Fiction-Heftromanreihe aus dem Moewig-Verlag und erschien vom 7. September 1962 bis zum 15. März 1968. Die Reihe bestand ausschließlich aus Nachdrucken und erreichte 182 Ausgaben. Die Romane erschienen zunächst alle 14 Tage, ab Band 100 dann wöchentlich, und ab Band 169 wurde wieder vierzehntäglich veröffentlicht. Terra Extra stellte ca. zwei Monate nach Beendigung der Reihe Terra Utopische Romane auch sein Erscheinen ein. Die Terra-Reihen wurden daraufhin mit Terra Nova fortgesetzt.

## Inhalte und Autoren
Fünf Jahre nach Start der erfolgreichen Terra-Reihe entschloss sich der Moewig-Verlag 1962 dazu, eine weitere SF-Reihe auf den Markt zu bringen. Durch den großen und unerwarteten Erfolg der Perry-Rhodan-Serie wurden neue Leserschichten hinzugewonnen, die nach immer mehr SF-Material verlangten. Zum einen waren aber gerade die „Hausautoren“ des Moewig-Verlags (u. a. Clark Darlton, Kurt Mahr und K. H. Scheer), die bisher die Romane für Terra schrieben, durch ihre Tätigkeit bei Perry Rhodan gebunden und „fehlten“ somit dem restlichen SF-Markt. Andererseits waren die älteren Terra-Hefte längst vergriffen.
Um neuen Lesern die älteren Werke der Perry Rhodan-Autoren zugänglich zu machen, und auch am steigenden SF-Boom teilzuhaben, wurde die Reihe Terra Extra gestartet. Sie enthält Terra-, Utopia- sowie Leihbuch-Nachdrucke. Ein großer Teil davon war gekürzt, um an die geringere Seitenzahl angepasst zu werden. Es sei denn, sie wurden auf zwei Hefte verteilt, die dann gemeinsam herauskamen und zusammen in einer Plastikhülle ausgeliefert wurden.
Alleine 110 der insgesamt 182 Ausgaben der Reihe stammten von den Autoren Darlton, Mahr und Scheer. Es wurden aber auch einige amerikanische Klassiker (u. a. von Poul Anderson, Robert A. Heinlein, Philip K. Dick und Jack Williamson) veröffentlicht. Die Titelbilder der Hefte wurden größtenteils von Johnny Bruck, sowie später auch von Karl Stephan gestaltet.

## Liste der Titel
| Bedeutung der Abkürzungen und Symbole in der nachfolgenden Tabelle: | Bedeutung der Abkürzungen und Symbole in der nachfolgenden Tabelle: | Bedeutung der Abkürzungen und Symbole in der nachfolgenden Tabelle: |
| ------------------------------------------------------------------- | ------------------------------------------------------------------- | ------------------------------------------------------------------- |
| VP                                                                  | Verlagspseudonym                                                    | Autor unbekannt                                                     |
| D                                                                   | Doppelheft                                                          | Heft mit ca. doppelter Seitenzahl und zwei Nummern                  |
| F                                                                   | Fix-up                                                              | Zu einem Roman umgearbeitete Kurzgeschichte(n)                      |
| *                                                                   |                                                                     | Enthält eine weitere Geschichte eines anderen Autors                |

| Nr.     | Jahr | Autor                               | Titel                                                                 | Originaltitel                                                            |
| ------- | ---- | ----------------------------------- | --------------------------------------------------------------------- | ------------------------------------------------------------------------ |
| 001     | 1962 | K. H. Scheer                        | ZbV #1: Zur besonderen Verwendung                                     |                                                                          |
| 002     | 1962 | Clark Darlton                       | Das ewige Gesetz                                                      |                                                                          |
| 003     | 1962 | K. H. Scheer                        | Der gelbe Block #1: Unternehmen Diskus                                |                                                                          |
| 004     | 1962 | K. H. Scheer                        | Der gelbe Block #2: Entscheidung auf dem Mond (auch: Der gelbe Block) |                                                                          |
| 005     | 1962 | K. H. Scheer                        | Der gelbe Block #3: Großalarm im All (auch: Hölle auf Erden)          |                                                                          |
| 006     | 1962 | Clark Darlton                       | Befehl aus der Unendlichkeit                                          |                                                                          |
| 007     | 1962 | K. H. Scheer                        | ZbV #2: Kommandosache HC-9                                            |                                                                          |
| 008     | 1962 | K. H. Scheer                        | Lumuria / Rahera #1: Der rätselhafte Planet                           |                                                                          |
| 009     | 1963 | K. H. Scheer                        | Lumuria / Rahera #2: Macht der Ahnen (auch: Die Macht der Ahnen)      |                                                                          |
| 010     | 1963 | K. H. Scheer                        | Lumuria / Rahera #3: Der Ruf der Erde (auch: Ruf der Erde)            |                                                                          |
| 011     | 1963 | Clark Darlton                       | Raum ohne Zeit (auch: Zurück aus der Ewigkeit 1)                      |                                                                          |
| 012     | 1963 | Clark Darlton                       | Finale                                                                |                                                                          |
| 013     | 1963 | K. H. Scheer                        | ZbV #3: Ordnungszahl 120                                              |                                                                          |
| 014     | 1963 | K. H. Scheer                        | Centauri #1: Flucht in den Raum                                       |                                                                          |
| 015     | 1963 | K. H. Scheer                        | Centauri #2: Vorposten Jupitermond                                    |                                                                          |
| 016     | 1963 | K. H. Scheer                        | Centauri #3: Grenzen der Macht                                        |                                                                          |
| 017     | 1963 | Clark Darlton                       | UFO am Nachthimmel                                                    |                                                                          |
| 018     | 1963 | Clark Darlton                       | Der Mann, der die Zukunft stahl                                       |                                                                          |
| 019     | 1963 | K. H. Scheer                        | ZbV #4: Unternehmen Pegasus                                           |                                                                          |
| 020     | 1963 | K. H. Scheer                        | Weltraumstation #1: Das große Projekt                                 |                                                                          |
| 021     | 1963 | K. H. Scheer                        | Weltraumstation #2: Weltraumstation I                                 |                                                                          |
| 022     | 1963 | Clark Darlton                       | Planet Lerks III (*)                                                  |                                                                          |
| 023     | 1963 | Jack Williamson                     | Schutzfeld über Amerika                                               | Dome Around America (auch: Gateway to Paradise)                          |
| 024     | 1963 | K. H. Scheer                        | Weltraumstation #3: Sprung ins All (*)                                |                                                                          |
| 025     | 1963 | K. H. Scheer                        | Weltraumstation #4: Kampf um den Mond                                 |                                                                          |
| 026     | 1963 | Clark Darlton                       | Natas #1: Und Satan wird kommen                                       |                                                                          |
| 027     | 1963 | Clark Darlton                       | Natas #2: Die Schwelle zur Ewigkeit                                   |                                                                          |
| 028     | 1963 | K. H. Scheer                        | ZbV #5: CC 5 streng geheim...                                         |                                                                          |
| 029     | 1963 | Curt Siodmak                        | Der Weg zu den Sternen (*)                                            | Riders to the Stars                                                      |
| 030     | 1963 | Jack Williamson                     | Die Zeit-Legion (*)                                                   | The Legion of Time                                                       |
| 031     | 1963 | Clark Darlton                       | Die Zeit ist gegen uns                                                |                                                                          |
| 032     | 1963 | K. H. Scheer                        | Venus #1: Stern der Rätsel                                            |                                                                          |
| 033     | 1963 | K. H. Scheer                        | Venus #2: Brennpunkt Venus                                            |                                                                          |
| 034     | 1963 | Raymond Z. Gallun [& Clark Darlton] | Der Ring um die Sonne                                                 | A Step Farther Out (F) 2                                                 |
| 035     | 1964 | Jesco von Puttkamer                 | Der Unheimliche vom anderen Stern                                     |                                                                          |
| 036     | 1964 | K. H. Scheer                        | Piraten zwischen Mars und Erde                                        |                                                                          |
| 037     | 1964 | Clark Darlton                       | Überfall aus dem Nichts                                               |                                                                          |
| 038     | 1964 | K. H. Scheer                        | ZbV #6: Hölle unter null Grad                                         |                                                                          |
| 039     | 1964 | John D. MacDonald                   | Planet der Träumer                                                    | Wine of the Dreamers (auch: Planet of the Dreamers)                      |
| 040     | 1964 | Clark Darlton                       | Uranus III #1: Satellit Uranus III                                    |                                                                          |
| 041     | 1964 | Kurt Mahr                           | Vulkan contra Erde                                                    |                                                                          |
| 042     | 1964 | K. H. Scheer                        | Wega / Die Telaner #1: Verweht im Weltenraum                          |                                                                          |
| 043     | 1964 | K. H. Scheer                        | Wega / Die Telaner #2: Stern der Gewalt                               |                                                                          |
| 044     | 1964 | Kurt Brand                          | Er nahm die Erde mit                                                  |                                                                          |
| 045     | 1964 | Clark Darlton                       | Das Leben endet nie                                                   |                                                                          |
| 046     | 1964 | Kurt Mahr                           | Die Union der 2000 Welten                                             |                                                                          |
| 047     | 1964 | Philip K. Dick                      | Griff nach der Sonne                                                  | Solar Lottery (auch: World of Chance)                                    |
| 048     | 1964 | K. H. Scheer                        | ZbV #7: Großeinsatz Morgenröte                                        |                                                                          |
| 049     | 1964 | Clark Darlton                       | Der galaktische Krieg #1: Attentat auf Sol                            |                                                                          |
| 050     | 1964 | Clark Darlton                       | Der galaktische Krieg #2: Zurück aus der Ewigkeit 3                   |                                                                          |
| 051     | 1964 | Clark Darlton                       | Der galaktische Krieg #3: Die galaktische Föderation                  |                                                                          |
| 052     | 1964 | Kurt Mahr                           | Treffpunkt Zukunft                                                    |                                                                          |
| 053     | 1964 | Nick Boddie Williams                | Der Atomvorhang                                                       | Atom Curtain                                                             |
| 054     | 1964 | Kurt Brand                          | Die geheimnisvolle Formel                                             |                                                                          |
| 055     | 1964 | Andre Norton 4                      | Blake Walker #2: Am Kreuzweg der Zeit                                 | The Crossroads of Time                                                   |
| 056     | 1964 | K. H. Scheer                        | Die Radios #1: Verdammt für alle Zeiten                               |                                                                          |
| 057     | 1964 | K. H. Scheer                        | Die Radios #2: Und sie lernen es nie                                  |                                                                          |
| 058     | 1964 | Gordon R. Dickson                   | Hetzjagd im All                                                       | Mankind on the Run                                                       |
| 059     | 1964 | K. H. Scheer                        | ZbV #8: Eliteeinheit Luna-Port                                        |                                                                          |
| 060     | 1965 | A. E. van Vogt                      | Die Schatten                                                          | The Universe Maker (F)                                                   |
| 061     | 1965 | Clark Darlton                       | Hurricane #1: Utopia stirbt                                           |                                                                          |
| 062     | 1965 | K. H. Scheer                        | Sie kamen von der Erde                                                |                                                                          |
| 063     | 1965 | Jack Williamson                     | Die Dracheninsel                                                      | Dragon’s Island (auch: The Not-Men)                                      |
| 064     | 1965 | Kurt Brand                          | Am Ende der Ewigkeit                                                  |                                                                          |
| 065     | 1965 | Jesco von Puttkamer                 | Die Reise des schlafenden Gottes                                      |                                                                          |
| 066     | 1965 | K. H. Scheer                        | Gesko Speed #1: Über uns das Nichts                                   |                                                                          |
| 067     | 1965 | K. H. Scheer                        | Gesko Speed #2: Die lange Reise                                       |                                                                          |
| 068     | 1965 | Murray Leinster                     | Der vergessene Planet                                                 | The Forgotten Planet (F)                                                 |
| 069     | 1965 | A. E. van Vogt                      | Beherrscher der Zeit                                                  | Masters of Time (auch: Recruiting Station; auch: Earth’s Last Fortress)  |
| 070     | 1965 | Clark Darlton                       | Hurricane #2: Planet der 1000 Wunder                                  |                                                                          |
| 071     | 1965 | K. H. Scheer                        | Hyperspace #1: Die Fremden                                            |                                                                          |
| 072     | 1965 | K. H. Scheer                        | Hyperspace #2: Der unendliche Raum                                    |                                                                          |
| 073     | 1965 | Philip K. Dick                      | Geheimprojekt Venus                                                   | The World Jones Made                                                     |
| 074     | 1965 | Clark Darlton                       | Hurricane #3: Stadt der Automaten                                     |                                                                          |
| 075     | 1965 | K. H. Scheer                        | ZbV #9: Überfällig                                                    |                                                                          |
| 076     | 1965 | George O. Smith                     | Weltraumpest                                                          | Highways in Hiding (auch: The Space Plague)                              |
| 077     | 1965 | K. H. Scheer                        | Antares II                                                            |                                                                          |
| 078     | 1965 | Clark Darlton                       | Hurricane #4: Das Raum-Zeit-Experiment                                |                                                                          |
| 079     | 1965 | Kurt Mahr                           | Der Nebel frißt sie alle                                              |                                                                          |
| 080     | 1965 | A. E. van Vogt                      | Das Reich der fünfzig Sonnen                                          | Mixed Men (auch: Mission to the Stars) (F)                               |
| 081     | 1965 | K. H. Scheer                        | Galaxis ohne Menschheit                                               |                                                                          |
| 082     | 1965 | Jack Williamson                     | Die Weltraumlegion #1: Wächter des Alls                               | The Legion of Space                                                      |
| 083     | 1965 | Clark Darlton                       | Hurricane #6: Rastor 3 – senden Sie!                                  |                                                                          |
| 084     | 1965 | Murray Leinster                     | Die schwarze Galaxis                                                  | The Black Galaxy                                                         |
| 085     | 1965 | K. H. Scheer                        | Octavian III                                                          |                                                                          |
| 086     | 1966 | Leigh Brackett                      | Am Morgen einer anderen Zeit                                          | The Long Tomorrow                                                        |
| 087     | 1966 | Clark Darlton                       | Hurricane #5: Der Eisenfresser                                        |                                                                          |
| 088     | 1966 | Andre Norton                        | Astra #1: Ad Astra I                                                  | The Stars Are Ours! I                                                    |
| 089     | 1966 | Andre Norton                        | Astra #1: Ad Astra II                                                 | The Stars Are Ours! II                                                   |
| 090     | 1966 | K. H. Scheer                        | ZbV #10: Vollmachten unbegrenzt                                       |                                                                          |
| 091     | 1966 | Clark Darlton                       | Hurricane #7: Das Geheimnis der Handelsflotte                         |                                                                          |
| 092     | 1966 | Kurt Mahr                           | Zeit wie Sand                                                         |                                                                          |
| 093     | 1966 | C. M. Kornbluth                     | Schwarze Dynastie                                                     | The Syndic                                                               |
| 094     | 1966 | K. H. Scheer                        | Nichts außer uns                                                      |                                                                          |
| 095     | 1966 | Clark Darlton                       | Hurricane #8: Kosmischer Schwindel                                    |                                                                          |
| 096     | 1966 | Murray Leinster                     | Joe Kenmore #1: Projekt Raumstation                                   | Space Platform                                                           |
| 097     | 1966 | Murray Leinster                     | Joe Kenmore #2: Zwischen Erde und Mond                                | Space Tug                                                                |
| 098     | 1966 | K. H. Scheer                        | Pronto 1318                                                           |                                                                          |
| 099     | 1966 | Clark Darlton                       | Starlight #2: Vater der Menschheit                                    |                                                                          |
| 100     | 1966 | K. H. Scheer                        | RAK 1212 überfällig                                                   |                                                                          |
| 101     | 1966 | Hal Clement                         | Eiswelt                                                               | Iceworld                                                                 |
| 102     | 1966 | Jesco von Puttkamer                 | Das Zeit-Manuskript                                                   |                                                                          |
| 103     | 1966 | Jack Williamson                     | Seetee #1: Anti-Materie                                               | Seetee Ship                                                              |
| 104     | 1966 | Jack Williamson                     | Seetee #2: Anti-Materie-Bombe                                         | Seetee Shock                                                             |
| 105     | 1966 | K. H. Scheer                        | ZbV #11: Zutritt verboten                                             |                                                                          |
| 106     | 1966 | Clark Darlton                       | Die strahlenden Städte (auch: Strahlende Städte)                      |                                                                          |
| 107     | 1966 | Poul Anderson                       | Dämonen des Weltalls                                                  | The War of Two Worlds                                                    |
| 108     | 1966 | Kurt Mahr                           | Die Geschöpfe des Palin                                               |                                                                          |
| 109     | 1966 | Robert Silverberg                   | Griff nach dem Ganymed                                                | Invaders from Earth (auch: We, the Marauders)                            |
| 110     | 1966 | K. H. Scheer                        | Amok                                                                  |                                                                          |
| 111     | 1966 | Andre Norton                        | Council / Confederation #1: Die Sklaven von Klor                      | The Sioux Spaceman                                                       |
| 112     | 1966 | Clark Darlton                       | Starlight #3: Sprung ins Ungewisse                                    |                                                                          |
| 113     | 1966 | Poul Anderson                       | Psychotechnik-Bund: Rebellion auf der Venus                           | The Big Rain                                                             |
| 114     | 1966 | Kurt Mahr                           | Spinnen aus dem Weltraum                                              |                                                                          |
| 115     | 1966 | Robert A. Heinlein                  | Am Rande des Abgrunds                                                 | Gulf                                                                     |
| 116     | 1966 | K. H. Scheer                        | Und die Sterne bersten                                                |                                                                          |
| 117     | 1966 | George O. Smith                     | Gift aus dem Weltraum                                                 | Hellflower (F)                                                           |
| 118     | 1966 | Edmond Hamilton                     | Im Banne der Vergangenheit                                            | Starman Come Home (auch: The Sun Smasher)                                |
| 119     | 1966 | Clark Darlton                       | Starlight #1: Planet YB 23                                            |                                                                          |
| 120     | 1966 | Calvin M. Knox                      | Die Erde lebt                                                         | Lest We Forget Thee Earth (F)                                            |
| 121     | 1966 | K. H. Scheer                        | Welt ohne Ende                                                        |                                                                          |
| 122     | 1966 | Andre Norton                        | Das Geheimnis der Verlorenen                                          | Secret of the Lost Race (auch: Wolfshead)                                |
| 123     | 1966 | Clifford D. Simak                   | Ingenieure des Kosmos                                                 | Cosmic Engineers (F)                                                     |
| 124     | 1967 | Clark Darlton & Jesco von Puttkamer | Das unsterbliche Universum                                            |                                                                          |
| 125     | 1967 | K. H. Scheer                        | ZbV #12: Fähigkeiten unbekannt                                        |                                                                          |
| 126     | 1967 | Murray Leinster                     | Joe Kenmore #3: Die Mondstadt                                         | City on the Moon                                                         |
| 127     | 1967 | George O. Smith                     | Der große Krieg                                                       | Nomad                                                                    |
| 128     | 1967 | Clark Darlton                       | Havarie der Gnom                                                      |                                                                          |
| 129     | 1967 | Sam Merwin jr.                      | Piraten im All                                                        | The Dark Side of the Moon                                                |
| 130     | 1967 | K. H. Scheer                        | Stern A funkt Hilfe                                                   |                                                                          |
| 131     | 1967 | Murray Leinster                     | Das letzte Raumschiff                                                 | The Last Space Ship                                                      |
| 132     | 1967 | Clark Darlton [& Jack Williamson]   | Als die Sonne erlosch                                                 | The Sun Maker 5                                                          |
| 133     | 1967 | Jonathan Burke                      | Parasiten                                                             | Twilight of Reason                                                       |
| 134     | 1967 | Jonathan Burke                      | Revolte der Menschheit                                                | Revolt of the Humans                                                     |
| 135     | 1967 | Kurt Mahr                           | Conquest #1: Ringplanet im NGC 3031                                   |                                                                          |
| 136     | 1967 | Clark Darlton                       | Der Tod kam von den Sternen                                           |                                                                          |
| 137     | 1967 | Murray Leinster                     | Fernsehstudio Galaxis                                                 | Operation Outer Space                                                    |
| 138     | 1967 | K. H. Scheer                        | ZbV #13: Vorsicht Niemandsland                                        |                                                                          |
| 139     | 1967 | Clark Darlton                       | Starlight #4: Geheime Order für Andromeda                             |                                                                          |
| 140     | 1967 | Poul Anderson                       | Psychotechnik-Bund: UNO-Agent im Einsatz                              | UN-Man                                                                   |
| 141     | 1967 | Kurt Mahr                           | Feldzug der Gläubigen                                                 |                                                                          |
| 142     | 1967 | Robert Moore Williams               | Die geheimnisvolle Welt                                               | World Beyond the Sky                                                     |
| 143     | 1967 | John W. Campbell, Jr.               | Arcot, Morey & Wade #2: Kosmische Kreuzfahrt                          | Islands of Space                                                         |
| 144     | 1967 | Clark Darlton                       | Wanderer zwischen drei Ewigkeiten                                     |                                                                          |
| 145     | 1967 | K. H. Scheer                        | Roboter im Angriff (auch: Revolte der Toten)                          |                                                                          |
| 146     | 1967 | Lee Elliot (VP 6)                   | Flucht in die Zukunft                                                 | Overlord New York                                                        |
| 147     | 1967 | Kurt Mahr                           | Die Milliardenstadt                                                   |                                                                          |
| 148     | 1967 | George O. Smith                     | Schiffbruch im All                                                    | Lost in Space                                                            |
| 149     | 1967 | James White                         | Die Außerirdischen                                                    | Tourist Planet (auch: The Secret Visitors)                               |
| 150     | 1967 | Clark Darlton                       | Der Atomhandel (auch: Die Zeitlosen)                                  |                                                                          |
| 151     | 1967 | Margaret St. Clair                  | Die Puppe aus dem Nichts                                              | Agent of the Unknown                                                     |
| 152     | 1967 | Cyril Judd                          | Kinder des Mars                                                       | Outpost Mars (auch: Sin in Space; auch: Mars Child)                      |
| 153     | 1967 | Kurt Mahr                           | Havarie auf Antares                                                   |                                                                          |
| 154     | 1967 | Murray Leinster                     | Gesetz des Zufalls                                                    | The Laws of Chance (auch: Fight for Life)                                |
| 155     | 1967 | Hans Kneifel                        | Das Serum des Gehorsams                                               |                                                                          |
| 156     | 1967 | H. K. Bulmer                        | Forschungskreuzer Saumarez                                            | Defiance                                                                 |
| 157     | 1967 | Clark Darlton                       | Die strahlende Macht                                                  |                                                                          |
| 158     | 1967 | E. C. Tubb                          | Die Marskolonie                                                       | Alien Dust (F)                                                           |
| 159     | 1967 | K. H. Scheer                        | Die Vergessenen (auch: Vergessen) (1. Teil)                           |                                                                          |
| 160     | 1967 | K. H. Scheer                        | Die Vergessenen (auch: Vergessen) (2. Teil)                           |                                                                          |
| 161     | 1967 | Stanley G. Weinbaum                 | Experimente mit Detanol                                               | The Black Flame                                                          |
| 162     | 1967 | Clark Darlton                       | Der fremde Zwang                                                      |                                                                          |
| 163     | 1967 | Kurt Mahr                           | Die Welt des Ursprungs                                                |                                                                          |
| 164     | 1967 | Raymond Z. Gallun                   | Dawn of the Demi-Gods #1: Tödliche Träume                             | Passport to Jupiter                                                      |
| 165     | 1967 | Clark Darlton                       | Der Gedankenleser                                                     |                                                                          |
| 166     | 1967 | Fletcher Pratt                      | Der verdächtige Raumschiffskommandant                                 | The Conditioned Captain                                                  |
| 167     | 1967 | K. H. Scheer                        | Der Mann von Oros (1. Teil)                                           |                                                                          |
| 168     | 1967 | K. H. Scheer                        | Der Mann von Oros (2. Teil)                                           |                                                                          |
| 169     | 1967 | Raymond Z. Gallun                   | Sternenfieber                                                         | The Planet Strappers                                                     |
| 170     | 1967 | Edgar Rees Kennedy                  | Der geheimnisvolle Planet                                             | The Mystery Planet                                                       |
| 171     | 1967 | Fletcher Pratt                      | Mann aus der Maschine                                                 | Double Jeopardy (F)                                                      |
| 172     | 1968 | Clark Darlton                       | Rückkehr verboten                                                     |                                                                          |
| 173     | 1968 | Kurt Mahr                           | Geheimnisvoller Meteor                                                |                                                                          |
| 174     | 1968 | A. E. van Vogt                      | Der Mann mit dem dritten Auge                                         | Siege of the Unseen (auch: The Chronicler; auch: The Three Eyes of Evil) |
| 175/176 | 1968 | K. H. Scheer                        | Expedition (D)                                                        |                                                                          |
| 177     | 1968 | Jack Williamson & James E. Gunn     | Brücke zwischen den Sternen                                           | Star Bridge                                                              |
| 178     | 1968 | Clark Darlton                       | Experiment gelungen                                                   |                                                                          |
| 179/180 | 1968 | K. H. Scheer                        | Die Großen in der Tiefe (D)                                           |                                                                          |
| 181     | 1968 | George O. Smith                     | Die Sonnen-Ingenieure                                                 | Troubled Star                                                            |
| 182     | 1968 | Kurt Mahr                           | Bluff der Jahrtausende                                                |                                                                          |

Anmerkungen: